# 1 Decembrie 1918
1 Decembrie 1918 is een metrostation in de Roemeense hoofdstad Boekarest, dat bediend wordt door lijn M3 van de metro van Boekarest. Het station werd geopend op 20 november 2008 als onderdeel van de oostelijke verlenging van lijn 3. Deze verlenging voert van het station Nicolae Grigorescu dat ook bediend wordt door metrolijn 1 oostwaarts naar het station Anghel Saligny, initieel Linia de centura genoemd.  Het eerste half jaar na de opening werd de dienst verzekerd door een aparte treindienst die het korte traject tussen de stations Nicolae Grigorescu en (toen nog) Linia de centura verzorgde, en de reizigers voor verdere verplaatsingen verplichtte in Nicolae Grigorescu over te stappen. Vanaf 4 juli 2009 evenwel werd het station een volwaardige halte van metrolijn 3. De dichtstbijzijnde stations zijn Nicolae Grigorescu in westelijke richting en Nicolae Teclu in oostelijke richting.
Het station in het zuidoosten van de stad bedient de Boulevard 1 Decembrie, de buurt Ozana en meer algemeen het zuidelijk deel van de wijk Titan, gelegen in Sector 3.
1 december 1918 is een belangrijke dag in de Roemeense geschiedenis want die dag bekrachtigt de Grote Nationale Vergadering de unie van - of aanhechting door, afhankelijk van het standpunt - het oude Koninkrijk Roemenië met Transsylvanië, een groot deel van Banaat, Crișana en Maramureș. De boulevard en het metrostation herdenken die dag in hun naamgeving.